# Quartiere Navigatori
Il Quartiere Navigatori (o Quartiere Catena) è un quartiere a nord-ovest della città di Verona.

## Descrizione
Posto a nord di San Zeno e a est di Saval è separato da questi ultimi da Viale Cristoforo Colombo e Via Leone Pancaldo. Si trova nella zona Nord-Ovest della città a un paio di chilometri dal centro. Il quartiere si divide in due rioni: Rione Catena, che è la parte del quartiere che affaccia sul fiume; Il rione Navigatori (che comprende Corte Pancaldo) è la parte opposta del quartiere che guarda verso Saval. È collegato a Borgo Trento tramite il ponte Catena.
La chiesa del quartiere è la parrocchia di Spirito Santo.
Attualmente è servito dalla Line 61, 62.
Le scuole presenti sono: Scuola dell’infanzia “Il Gabbiano”, Scuola secondaria di primo grado “Dante Alighieri”, Scuola secondaria di secondo Grado “Scipione Maffei”.
È presente il “Tiro a Segno Nazionale” di Verona.

## Storia
Il luogo storico principale del territorio è il Forte San Procolo, un fortino austroungarico, sono presenti anche le mura austriache risalenti a quest'epoca con i relativi Bastione di Spagna e Bastione di San Procolo, ormai però ricoperti dalla vegetazione. Ai tempi dei romani ospitava una delle necropoli della città condivisa con l'attuale zona di San Zeno.
I primi edifici costruiti risalgono a metà anni cinquanta, condomini alti circa 20 metri andranno man mano a sostituire la zona rurale che si presentava precedentemente e a costituire una delle prime aree periferiche del veronese.